# 浮き砲台

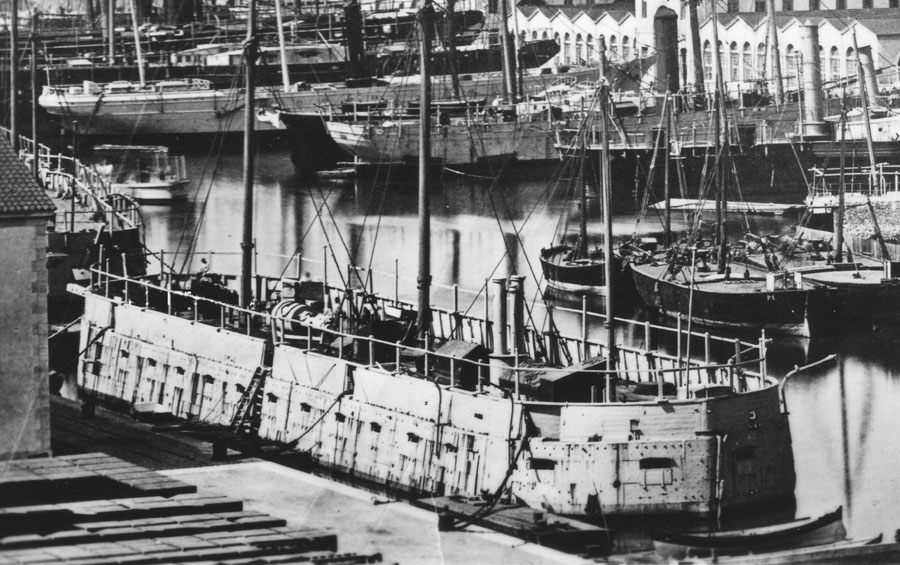
フランス海軍の装甲浮き砲台「ラヴ」、1854年。同様の装甲浮き砲台「トノ」「デヴァスタシオン」とともに、キンブルンの戦いでロシア軍の陸上砲列を打ち破った。

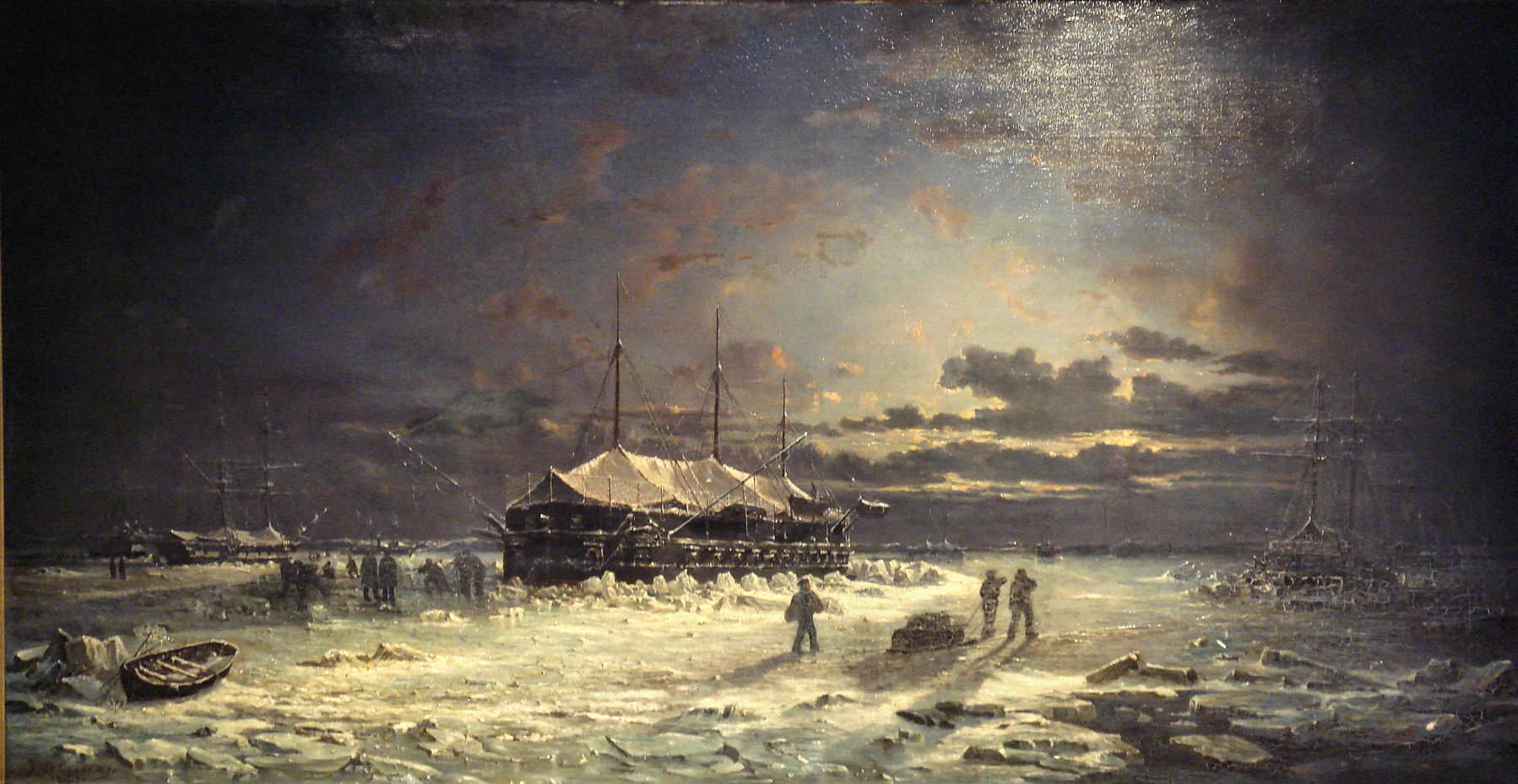
「デヴァスタシオン」級の装甲浮き砲台。クリミア戦争中の1855年から1856年にかけての冬の様子。

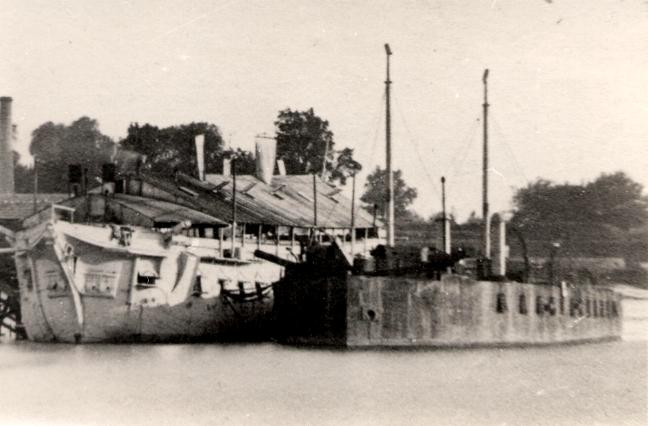
浮き砲台「ペクサン」（1862年）。コーチシナでの戦争用に設計された。

浮き砲台（うきほうだい）とは、水上に浮かぶ構造物に武装を施した兵器ないし陣地の一種である。通常の軍艦と比べると、大型の武装を有している点で共通するほかは異質な存在である。しばしば間に合わせや実験目的で作られた。
最も注目に値する浮き砲台は、1800年代に設計または建造されたものである。これらが最初期の蒸気推進軍艦と装甲艦の開発へとつながった。
最初の蒸気推進軍艦として知られる「デメロゴス」（のち「フルトン」と改称）は、米英戦争中に、ニューヨーク港の防衛のため浮き砲台として建造された艦であった。
装甲艦の始祖も、1850年代のクリミア戦争中にイギリス海軍とフランス海軍が建造した、鋼鉄で装甲した浮き砲台である。これらの装甲浮き砲台は、木造の蒸気軍艦の補助戦力として配備された。装甲浮き砲台の任務は、沿岸要塞を砲撃している非装甲の臼砲部隊と木造砲艦を援護することであった。フランス軍は1855年、黒海のキンブルンの戦いで、キンブルン守備隊に対して浮き砲台を使用し、成果を収めた。イギリス軍はバルト海のクロンシュタット（バルチック艦隊の主力基地）に対して浮き砲台の使用を計画した。このクロンシュタット攻撃の意図は、ロシア帝国を和平交渉の席に付かせることにあった。これらの装甲浮き砲台は、その後の本格的な装甲艦の誕生へとつながる通過点となった。
浮き砲台は、南北戦争においては、北軍と南軍の両方によって広く使用された。南北戦争で最初に使用された例は、南軍によって使用されたチャールストン港の浮き砲台である。これは1861年4月のサムター要塞の戦いで要塞攻撃に投入された。また、実験的に建造された装甲艦のうち、重くて運用が難しかったり、低出力だったものの多くは、しばしば浮き砲台に転用され、河川と沿岸航路の防備に充てられた。